# Zeferino Torreblanca Galindo
Pour les articles homonymes, voir Galindo (homonymie).
Carlos Zeferino Torreblanca Galindo, né le 14 mars 1954 à Guadalajara, Jalisco, Mexique. Il est le gouverneur de l'État mexicain du Guerrero entre 1er avril 2011 et 31 mars 2011,.